# 仁化振坤宮
24°05′47″N 120°42′07″E / 24.096327°N 120.701891°E
仁化振坤宮，是位於臺灣臺中市大里區仁化里的媽祖廟，為仁化地區的信仰中心，四件文物列為台中市文化資產一般古物。

## 沿革
大里振坤宮建於清朝道光十年（1830年）。首任建廟總理為地方望族林志德的祖父輩摯友。他從湄洲天后宮祖廟攜帶藤編天上聖母聖像至臺灣的台中廳藍興堡番仔寮社（今仁化里現址），以土角搭建一座矮屋低簷的簡陋小祠奉祀。1923年，首任建廟總理林志德擴大改建。
仁化路拓寬時，廟宇因東面十坪土地與陳姓地主與發生土地界址糾紛，導致遲遲無法拆遷，仁化路段形成交通瓶頸，直到1996年6月27日，雙方於鄉公所進行調解，才終於解決。10月12日上午，舉行改建動土典禮，立委陳傑儒、省議會副議長楊文欣、縣議會議長林敏霖、大里市長陳彬銓、農會總幹事林金泗以及多位縣議員到場參加。2000年12月25日，舉行入火安座大典，由振坤宮主委何文卿及大里市長簡肇棟等人共同剪綵

## 文物
文物留有軟身天上聖母、泥塑福德正神及婆姐、樹瘤香爐，日後列為台中市文化資產一般古物。其中軟身天上聖母為先人從中國大陸隨身帶來，藤製材質實屬罕見，另附一雙手工針繡的弓鞋。泥塑福德正神是是創廟就有的神像，與其他土地神神像不同，神像泥質呈淺灰色，內含蚵殼細粒與麻絲纖維，為古法膠泥塑土摻用之物，與近代材料不同，造型古樸。婆姐神像從道光年間就奉祀於宮內，屬註生娘娘信仰中的十二婆姐或三十六婆姐之一。樹瘤香爐從舊廟沿用至今，爐身未施銘刻，無干支落款，故難以查驗其正確年代。

## 祭祀
此廟是仁化地區的信仰中心。原先廟方是和烏日、大里、霧峰的媽祖廟過去一起參加臺中樂成宮「旱溪媽祖遶境十八庄」遶境活動，後2021年改與烏日東女慈聖宮、大里新興宮、大里福興宮、大突寮聖恩宮、霧峰南天宮參加「東堡大屯十八庄媽祖生」遶境。
一樓正殿供奉主神媽祖，兩側祀福德正神、註生娘娘，右殿祀文昌帝君，左殿祀斗母、太歲星君。三樓正殿供奉玉皇大帝、三官大帝，右祀神農大帝，左祀觀音菩薩。

## 外部連結
- 仁化振坤宮的Facebook專頁